# Astelia chathamica
Astelia chathamica är en enhjärtbladig växtart som först beskrevs av Carl Skottsberg, och fick sitt nu gällande namn av Lucy Beatrice Moore. Astelia chathamica ingår i släktet Astelia och familjen Asteliaceae.
Artens utbredningsområde är Chathamöarna. Inga underarter finns listade i Catalogue of Life.